# Telefonvorwahl (Rumänien)
Die Telefonvorwahl-Codes in Rumänien werden von der Autoritatea Națională pentru Administrare și Reglementare în Comunicații (ANCOM) organisiert und vergeben. Es existieren Vorschriften und Richtlinien über die Vergabe von Nummernbereichen. Die Verantwortung über die Vergabe und Verwendung von Nummern innerhalb der Vorwahlbereiche obliegt dann den entsprechenden Netzbetreibern (bei regionalen Vorwahlen ist das in der Regel die Romtelecom, bei Mobilfunk-Vorwahlen der entsprechende Netzbetreiber etc.).
Für die Schreibweise der Rufnummern (Telefonnummern) gibt es in Rumänien keine gesetzlichen Vorschriften, jedoch empfiehlt sich die Anwendung der DIN 5008. Mehr dazu unter Rufnummer: Schreibweise.

## Schema
Die Anwahl einer rumänischen Rufnummer aus dem Ausland:
Internationale Telefonvorwahl + 40 (Ländercode) + Betreiber + Vorwahl + Telefonnummer
Bei der Vorwahl handelt es sich um die Vorwahl eines Ortes, Mobilfunk- oder andersartigen Netzes. Die Anwahl innerhalb des Landes kann stets so erfolgen:
0 + Betreiber + Vorwahl + Telefonnummer
- Die übliche Betreibervorwahl für die Ortswahl ist 2 (Romtelecom).
- Die meisten privaten Anbieter verwenden dafür die Ziffer 3.[1]
- Für Mobilrufnummern sind die 6 und die 7 vorgesehen.
- 8 ist für Servicenummern, wobei die 0800 kostenlos ist.
- 9 ist für Premiumservices reserviert.[2]

## Ortsvorwahlen
Die rumänischen Telefonvorwahlen richten sich nach der nationalen Einteilung in Kreise.
x kann 2 oder 3 sein (siehe oben).
| Kreis                 | Vorwahl |
| --------------------- | ------- |
| Kreis Alba            | 0x58    |
| Kreis Arad            | 0x57    |
| Kreis Argeș           | 0x48    |
| Kreis Bacău           | 0x34    |
| Kreis Bihor           | 0x59    |
| Kreis Bistrița-Năsăud | 0x63    |
| Kreis Botoșani        | 0x31    |
| Kreis Brăila          | 0x39    |
| Kreis Brașov          | 0x68    |
| Bukarest              | 0x1     |
| Kreis Buzău           | 0x38    |
| Kreis Călărași        | 0x42    |
| Kreis Caraș-Severin   | 0x55    |
| Kreis Cluj            | 0x64    |
| Kreis Constanța       | 0x41    |
| Kreis Covasna         | 0x67    |
| Kreis Dâmbovița       | 0x45    |
| Kreis Dolj            | 0x51    |
| Kreis Galați          | 0x36    |
| Kreis Giurgiu         | 0x46    |
| Kreis Gorj            | 0x53    |
| Kreis Harghita        | 0x66    |
| Kreis Hunedoara       | 0x54    |
| Kreis Ialomița        | 0x43    |
| Kreis Iași            | 0x32    |
| Kreis Maramureș       | 0x62    |
| Kreis Mehedinți       | 0x52    |
| Kreis Mureș           | 0x65    |
| Kreis Neamț           | 0x33    |
| Kreis Olt             | 0x49    |
| Kreis Prahova         | 0x44    |
| Kreis Sălaj           | 0x60    |
| Kreis Satu Mare       | 0x61    |
| Kreis Sibiu           | 0x69    |
| Kreis Suceava         | 0x30    |
| Kreis Teleorman       | 0x47    |
| Kreis Timiș           | 0x56    |
| Kreis Tulcea          | 0x40    |
| Kreis Vâlcea          | 0x50    |
| Kreis Vaslui          | 0x35    |
| Kreis Vrancea         | 0x37    |